# Cristais
Cristais là một đô thị thuộc bang Minas Gerais, Brasil. Đô thị này có diện tích 627,704 km², dân số năm 2007 là 10631 người, mật độ 16 người/km².